# 宣化柏林寺
宣化柏林寺位于河北省张家口市宣化区崞村镇柏林寺村西南约1公里处的山坳之中，当地传说柏林寺始建于北魏年间，2013年，在中华人民共和国国务院列入第七批全国重点文物保护单位中，将其列为明朝、清朝的古建筑。